# Fredrik III av Meissen
Fredrik III av Meissen eller Fredrik den stränge, född 14 december 1332 i Dresden, död 21 maj 1381 i Altenburg, son till Fredrik den allvarlige, som han efterträdde som markgreve av Meissen, 1349-1381. Han samregerade med sina bröder Balthasar av Thüringen och Vilhelm I av Meissen och efterträddes efter sin död av Vilhelm I som regerande markgreve.
Barn:
- Fredrik den stridbare
- Vilhelm II
- Georg